# Savanna (Illinois)
Pour les articles homonymes, voir Savanna.
Savanna est une ville du comté de Carroll, dans l'Illinois, aux États-Unis. Elle est incorporée le 29 septembre 1874,. Lors du recensement de 2010, la ville comptait une population de 2 945 habitants.

## Source de la traduction
- (en) Cet article est partiellement ou en totalité issu de l’article de Wikipédia en anglais intitulé « Savanna, Illinois » (voir la liste des auteurs).